# Wilco
Wilco es una banda de rock alternativo de Chicago (Illinois, Estados Unidos), formada en 1994 por los miembros restantes de la banda de country alternativo Uncle Tupelo poco después de la marcha del cantante Jay Farrar. La formación de Wilco ha sufrido diversos cambios desde su fundación, con solo el vocalista/compositor Jeff Tweedy y el bajista John Stirratt como miembros fijos desde el inicio. Desde principios de 2004, el resto de la banda consta del guitarrista Nels Cline, los multiinstrumentistas Pat Sansone y Mikael Jorgensen y el batería Glenn Kotche. Han lanzado al mercado ocho discos de estudio, un álbum en directo y tres colaboraciones: dos con Billy Bragg y uno con The Minus 5.
La música de Wilco se ha inspirado en una amplia gama de artistas y estilos, entre ellos Bill Fay y Television, además de haber servido de influencia para varias otras bandas de rock alternativo. En su álbum debut A.M. (1995) siguieron el estilo country alternativo de Uncle Tupelo, mientras que en sus posteriores discos han explorado aspectos más experimentales, tocando estilos como el rock alternativo y el pop más clásico.
Wilco cosechó cierta atención mediática gracias a su cuarto disco, Yankee Hotel Foxtrot (2002), en parte debido a la controversia creada a su alrededor. Después de completar las sesiones de grabación, Reprise Records rechazó el disco y rescindieron el contrato de la banda. Como parte del trato, Reprise cedió a Wilco todos los derechos del álbum. Después de poner Foxtrot para su streaming en su sitio web oficial, Wilco vendió el disco a Nonesuch Records en 2002. Ambas discográficas son subsidiarias de Warner Music Group, cosa que llevó a un crítico musical a decir que «demostraba lo jodida que estaba la industria musical de comienzos del siglo XXI». Yankee Hotel Foxtrot es el disco más exitoso de la banda hasta la fecha, con ventas superiores a las 670 000 copias. Gracias a su quinto disco de estudio A Ghost Is Born de 2004, la banda ganó dos premios Grammy incluyendo mejor álbum de música alternativa. Lanzaron su séptimo disco, Wilco (The Album), el 30 de junio de 2009 y obtuvieron ventas de más de 271 000 copias. El octavo álbum de la banda, The Whole Love, se lanzó el 27 de septiembre de 2011.

## Historia

### Formación
Wilco se formó a raíz de la separación de la influyente banda de country alternativo Uncle Tupelo. Su cantante Jay Farrar abandonó la banda en 1994 debido a su agria relación con el otro cantante del grupo Jeff Tweedy. Tanto Tweedy como Farrar formaron sus respectivas bandas poco después de la disolución del grupo. Tweedy consiguió mantener la agrupación completa (exceptuando a Farrar), incluyendo el bajista John Stirratt, el batería Ken Coomer y el multiinstrumentista Max Johnston. Incluso contrató al guitarrista de The Bottle Rockets Brian Henneman, quien actuaba a menudo con Uncle Tupelo y tocó en muchas de las pistas del álbum debut de Wilco, A.M.. A pesar de que pensaron en mantener el nombre de Uncle Tupelo, finalmente decidieron renombrar al grupo. La banda pasó a llamarse Wilco, en honor al término (will comply) utilizado en la comunicación vía radio de aviones militares y comerciales para referirse a que se cumplirá la nueva orden, una elección que Tweedy ha definido como «relativamente irónico para el nombre de una banda de rock».

### A.M.yBeing There
Después de una colaboración con Syd Straw versionando la canción de Ernest Tubb «The T.B. is Whipping Me» (lanzada en septiembre de 1994 en el disco recopilatorio Red Hot + Country, producido por Red Hot Organization), Wilco comenzó a grabar en los estudios Esaley canciones para su álbum debut A.M. en junio de 1994. Mandaron un casete demo de las grabaciones resultantes a los directivos de Reprise Records, subsidiaria de Warner Brothers, por lo que consiguieron firmar contrato. A pesar de que Tweedy afirmó que quería que el proyecto fuese más colaborativo que Uncle Tupelo, su nombre fue el único que aparecía en el contrato. Tweedy pidió colaboración de parte de los otros integrantes del grupo para componer, pero finalmente la única canción de otro miembro que se incluyó en el disco fue la canción «It's Just That Simple», compuesta por John Stirratt. Fue la última canción de Wilco en la que las letras eran íntegramente de otro miembro que no fuese Tweedy.
La música de A.M., similar en estilo a la de Uncle Tupelo, fue considerada por los críticos como un disco de country alternativo directo y Tweedy lo describió como «un intento de pisar agua ante un público observante». A.M. llegó al puesto número 27 de la lista Heatseekers de la revista Billboard. Esto supuso un fracaso en comparación con el álbum debut de la nueva banda de Jay Farrar, Son Volt. El disco recibió críticas moderadas de las revistas especializadas, a pesar de que llegó a la posición número 34 del ranking Pazz & Jop de 1995, elaborada por los críticos de la revista Village Voice. Debido a que tuvo una peor recepción crítica y comercial que el álbum debut de Son Volt (su disco debut se posiciónó en la posición trece del ranking Pazz & Jop), los integrantes de Wilco percibieron A.M. como un fracaso. Poco después del lanzamiento del disco, se unió a la banda el multiinstrumentista Jay Bennett, aportando así a la banda un guitarrista extra y un teclista.
Wilco debutó en directo el 17 de noviembre de 1994 con un lleno absoluto en el Cicero's Basement Bar de St. Louis, Misuri, donde actuaron bajo el nombre de «Black Shampoo». Durante la gira de promoción de A.M. de unos doscientos conciertos, Tweedy aprovechó para comenzar a componer canciones para el segundo disco de la banda. La temática de las canciones reflejaban la relación entre el artista musical y el oyente; Tweedy escogió este tópico porque buscaba apartarse de los seguidores de country alternativo. Ken Coomer detalló:

Todo el tema No Depression era gracioso para nosotros porque la gente pareció olvidar que Jeff eran más fan del punk-rock que del country. Eso nos llevó a hacer cosas como cambiarnos todos de instrumento en «Misunderstood», donde yo toco la guitarra.

Tweedy compuso varios temas con esta temática, entre ellos «Sunken Treasure» y «Hotel Arizona», a pesar de que varias de las canciones siguen en el estilo del anterior disco A.M. Wilco tituló el disco Being There en honor a la película de Peter Sellers del mismo título. La banda atravesó algunos cambios de formación durante las sesiones de grabación. Max Johnston la abandonó, ya que sentía que su papel en la banda había menguado en favor de Bennett; también se le sustituyó en una pista por el violinista Jesse Greene, ya que la banda pensó que no era capaz de tocar bien su parte. Bob Egan de Freakwater se unió a las grabaciones brevemente, para tocar pedal steel guitar en «Far, Far Away» y «Dreamer in My Dreams», para pasar a ser miembro oficial a partir de septiembre de 1996.
A diferencia de lo que ocurriese en las sesiones de A.M., en esta ocasión la banda no tenía ninguna intención de grabar una canción para lanzar como sencillo. De las sesiones de grabación salieron diecinueve temas, demasiados para un álbum simple. A Tweedy le preocupaba el precio de venta de un álbum doble, por lo que pidió a Reprise Records que fuese un lanzamiento doble a precio de disco simple. Reprise aceptó con la condición de recibir la parte de las regalías que le correspondía a la banda. En 2003 se estimó que la banda había perdido unos seiscientos mil dólares estadounidenses en el trato, aunque Tweedy dijo estar satisfecho. Being There recibió algunas críticas positivas de medios de renombre como la revista Rolling Stone. El disco llegó al puesto número 73 de la lista del Billboard, que significó una mejoría respecto a A.M.. El disco se posicionó en el número 14 del ranking Pazz & Jop elaborado por los críticos de Village Voice de 1996.

### Summerteethy las sesiones deMermaid Avenue

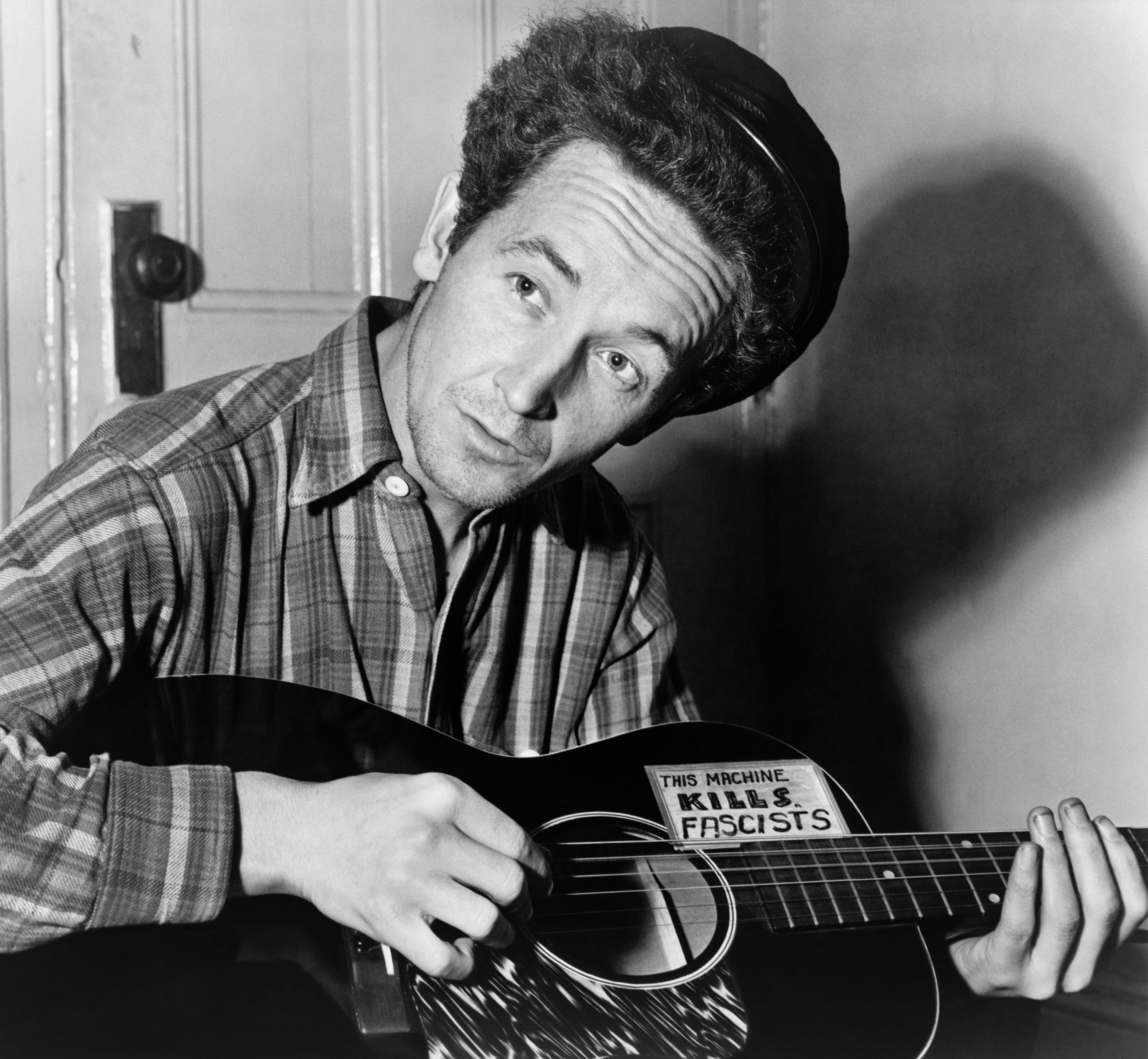
Los álbumes Mermaid Avenue contienen grabaciones de canciones inéditas del cantautor Woody Guthrie.

En noviembre de 1997, Wilco entró en los estudios de grabación de Willie Nelson ubicados en Spicewood, Texas, para grabar su tercer disco de estudio. El álbum se inspiró líricamente en los problemas maritales de Tweedy y su esposa, además de abordar temas de la literatura del siglo XX. Tweedy se apoyó en Bennett para aportar la música de acompañamiento de las «crudas, pero deprimentes» letras elaboradas por el cantante. Wilco grabó varias canciones, incluyendo «Via Chicago» y «She's a Jar», aunque después pasó a otro proyecto antes de ensamblar las pistas dentro de la estructura del disco.
Nora Guthrie se puso en contacto con el cantautor Billy Bragg en primavera de 1995 para grabar unas canciones inéditas de su padre, el fallecido cantante de folk Woody Guthrie. La gran mayoría de los temas fueron compuestos en la última etapa de la vida de Guthrie, cuando no era capaz de grabar debido a la enfermedad de Huntington que padecía. Para la década de 1990, Woody Guthrie se había convertido en una reliquia para la «generación MTV», y su hija Nora buscaba establecer un legado diferente para el músico. Para Nora, Bragg era «el único cantante que conocía con las mismas motivaciones que Woody». No obstante, Bragg tenía la preocupación de que sus seguidores no se percatasen de que las canciones eran de Guthrie cuando las tocase en directo, por lo cual decidió grabar el disco junto a otra banda.

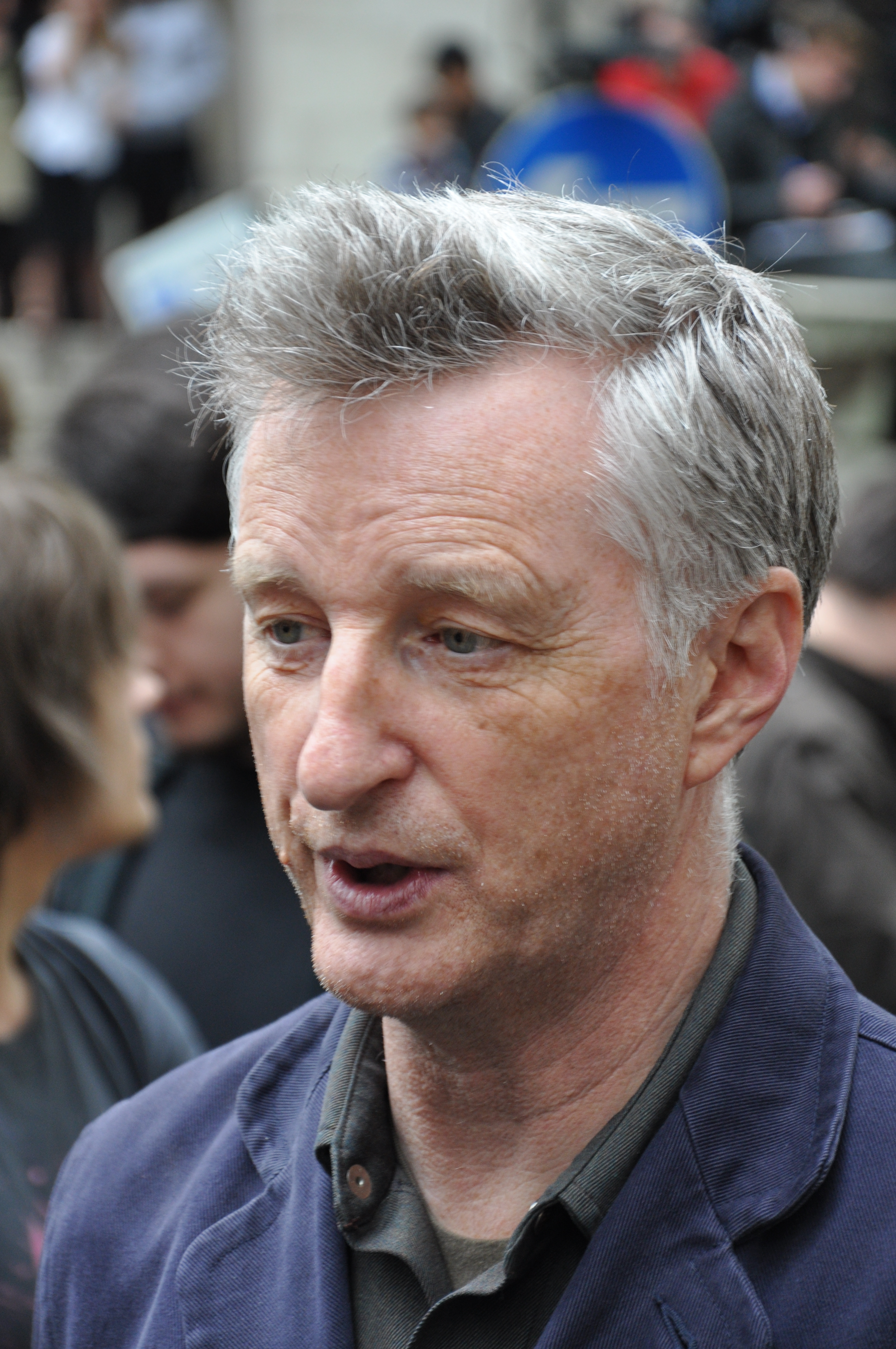
Después de la grabación de Mermaid Avenue junto a Billy Bragg (en la imagen), Wilco y él terminaron discutiendo y peleando por las regalías.

Bragg contactó con Tweedy y Bennett para grabar conjuntamente el disco mientras Wilco estaban de gira promocional por Europa presentando el disco Being There. A Bragg le gustaba especialmente ese disco debido a que sus influencias se extienden más allá de los años 1950. A pesar de que Tweedy no mostró gran interés en la oferta, Bennett estaba entusiasmado con grabar canciones de uno de sus ídolos (la anterior banda de Bennett Titanic Love Affair se llamaba así debido a la letra de una de las canciones de Billy Bragg). Bragg y Wilco firmaron contrato después de un concierto de la banda en Shepherd's Bush Empire. Bragg grabó mayormente las letras con carga política, mientras que Tweedy prefirió grabar las que contenían letras que mostraban a Guthrie como un freaky. La grabación de Mermaid Avenue comenzó el 12 de diciembre de 1997 y sirvió como tema central de la película documental de la BBC Man in the Sand.
Cuando terminó la producción del disco comenzaron las peleas entre Bragg y Wilco. Bennett pensaba que Bragg había sobreproducido las canciones, contrastando con las menos densas contribuciones de Wilco. Bennett llamó a Bragg para hablar sobre la posibilidad de remezclar las canciones de Bragg, a lo que este respondió: «Vosotros haced vuestro disco y yo haré el mío, cabrón». Finalmente Bragg mandó una copia de sus grabaciones a Chicago para que Bennett las remezclase, aunque después Bragg se negó a usar las nuevas mezclas en el disco. Debido a todo esto no se pudo realizar una gira promocional y pelearon sobre las regalías y los sueldos de los músicos invitados.
A pesar de estos conflictos, el álbum salió a la venta el 23 de junio de 1998 y vendió más de 277 000 copias. El álbum recibió críticas muy positivas del crítico musical Robert Christgau y la revista especializada Rolling Stone entre otros, y recibió una nominación a mejor álbum de folk contemporáneo. También consiguió posicionarse en el cuarto puesto del ranking Pazz & Jop de 1998. Poco después del lanzamiento del disco, Wilco reemplazó a Bob Egan por el multiinstrumentista Leroy Bach.
Después de finalizar las sesiones de grabación de Mermaid Avenue, Wilco volvió a Spicewood para trabajar en su tercer disco de estudio, Summerteeth. A diferencia del resto de álbumes de Wilco y de Uncle Tupelo, este contiene mucho overdubbing hecho a través de Pro Tools. Esto preocupó a Stirratt y Coomer, ya que reducía considerablemente su involucramiento en la ejecución musical. Según Stirratt:

La historia de Summerteeth es que Jay se compró un mellotron y tenía pensado usarlo, fuera como fuera. Era precioso, pero estaba sobrecargado. Una vez se pusieron a hacer overdub no podían parar. Y nadie de la banda dio un paso adelante para parar la locura ... Me recuerda a Heart of Darkness, donde alargas el proceso creativo a propósito por el mero placer de la exploración y redención, o sea lo que fuese que buscabas.

Durante 1999, Warner Brothers buscaba la forma de pagar la deuda de dieciséis mil millones de dólares adquirida durante la reciente fusión de Warner Communications con Time Inc.. Como resultado, los editores de Warner estaban presionados para producir música que contuviera éxitos potenciales. El jefe de Reprise, Howie Klein, quien anteriormente había autorizado el lanzamiento de Being There en formato de álbum doble, estaba dispuesto a dejar que Wilco produjese Summerteeth sin dinero de la discográfica. Sin embargo, cuando Klein mostró el álbum al departamento de A&R de Reprise, exigieron un sencillo radiofónico. Wilco aceptó «esta y sólo esta vez» y procedieron a grabar una versión más radiofónica de «Can't Stand It» a petición de David Kahne, el jefe del departamento A&R. La versión sencillo de «Can't Stand It» ni siquiera llegó a dar el salto a las grandes emisoras de radio de rock alternativo. Por consiguiente, el álbum solo llegó a vender unas doscientas mil copias, siendo un fracaso comparado con Being There. Esto ocurrió a pesar de la gran recepción crítica que recibió; el disco se posicionó en el octavo puesto del ranking Pazz & Jop de 1999.
Después del lanzamiento de Summerteeth, la banda volvió con las sesiones de grabación de Mermaid Avenue. A pesar de que ya habían grabado suficiente material para el segundo lanzamiento previsto para 1998, Wilco grabó algunas canciones más para incluir en Mermaid Avenue Vol. II. Tweedy comentó que «Someday Some Morning Sometime», que contiene un vibráfono filtrado a través de un Roland RE-201, era la «pieza del puzle» que les acercaba a la creación de su cuarto disco de estudio. El álbum se lanzó el 30 de mayo de 2000, siendo el último de la serie de Mermaid.

### Yankee Hotel Foxtrot

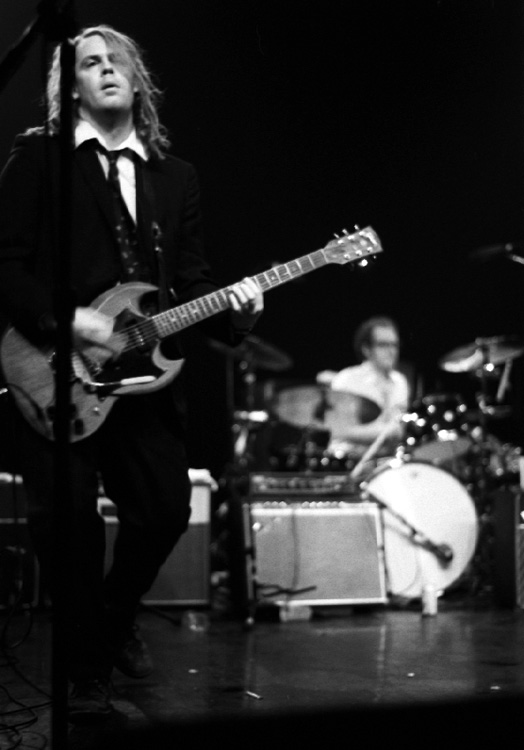
Poco después de la grabación de Yankee Hotel Foxtrot (2001), Jeff Tweedy despidió a Jay Bennett de la banda.

Poco después de las sesiones de grabación de Mermaid Avenue Vol. II, la banda compró un estudio de grabación en Irving Park, Chicago, al que llamaron Wilco Loft. A principios de 2000 grabaron algunas pistas pensadas para su cuarto disco. En mayo de 2000, Jeff Tweedy pidió actuar junto a Jim O'Rourke en un festival en Chicago; Tweedy era fan del disco de O'Rourke's Bad Timing. O'Rourke le presentó a Tweedy al batería Glenn Kotche y los tres comenzaron a tocar juntos y finalmente decidieron grabar un disco juntos bajo el nombre de Loose Fur. Llegados a este punto, Wilco ya tenía suficiente material grabado para un nuevo disco, pero Tweedy no estaba contento con las partes de batería. Tweedy llamó a Kotche para ir al estudio y grabar algunas demos. Kot considera que Tweedy hizo a Wilco sonar como Loose Fur después de oficialmente sustituir a Ken Coomer por Kotche en enero de 2001.
A pesar de que Bennett pidió ejercer de ingeniero y mezclador de Yankee Hotel Foxtrot, Tweedy no estaba convencido de las habilidades de Bennett en comparación con las de O'Rourke. Tweedy y Bennett discutían frecuentemente sobre si el disco debía de ser accesible al gran público, o por el contrario debía de cubrir nuevos aspectos musicales. Tweedy, a espaldas de Bennett invitó a O'Rourke para remezclar «I Am Trying to Break Your Heart», y los resultados impresionaron al resto de integrantes del grupo, incluso a Bennett. Las tensiones escalaron entre Bennett y O'Rourke, porque Bennett quería mezclar todas las canciones del disco. O'Rourke cortó las contribuciones de otros miembros en varias de las canciones; algunas canciones, como «Poor Places», solo cuentan con el trío de Loose Fur. El álbum se completó en 2001, e inmediatamente después despidieron a Bennett de la banda. Sam Jones documentó la grabación del disco y lanzó en 2002 el documental I Am Trying to Break Your Heart: A Film About Wilco.
Time Warner, dueña de Warner Bros. Records, se fusionó con America Online en 2001, lo que puso más presión sobre las discográficas de Warner para abaratar costes. Despidieron a más de seiscientos empleados de Warner Music Group, incluyendo a Howie Klein, presidente de Reprise Records. En ausencia de Klein, David Kahne se convirtió en el director provisional del sello. Kahne asignó a Mio Vukovic para monitorizar los progresos de Yankee Hotel Foxtrot y para aconsejar a la banda. El crítico musical Greg Kot dice que Vukovic despreció el disco y mostró su descontento porque Wilco ignoró todas sus sugerencias. Llevaron el disco a Kahne, quien pensaba que no contenía ninguna canción capaz de lanzarse como sencillo. En junio de 2001, Reprise rechazó definitivamente el disco y pidieron a Wilco que abandonase el sello.
Wilco negoció los términos para marcharse de Reprise. El crítico musical Greg Kot dice que en lugar de una compensación económica, la banda aceptó dejar la discográfica con las cintas maestras de Yankee Hotel Foxtrot. La discográfica ya estaba recibiendo mala publicidad por el trato dado a Wilco y estaban dispuestos a zanjar el tema de la mejor manera posible. No obstante, Allmusic dijo que Wilco «compró los masters de Warner/Reprise por cincuenta mil dólares y abandonó el sello» después de que Wilco «no quisiese cambiar el álbum para hacerlo más viable comercialmente». Reprise se ganó más mala publicidad al comenzar a invertir más dinero en bandas como The Flaming Lips. El vocalista Wayne Coyne dijo:

Nos estamos beneficiando del arrepentimiento de la discográfica por lo ocurrido con Wilco. Nosotros estamos viviendo una época dorada debido a ese público error. La gente de Warner dijo: «Nunca haremos que una banda como Wilco sienta que no creemos en ellos otra vez». Me decían que eso nunca ocurriría con nosotros. ¡Y qué gran día para mí!

Mientras la banda buscaba una nueva discográfica para lanzar el disco, decidieron ponerlo en su sitio web oficial para su streaming para frenar la difusión de MP3 de baja calidad. La banda firmó contrato con Nonesuch Records, otra subsidiaria de Time Warner, y el disco se lanzó en primavera de 2002. Cuando se lanzó, Yankee Hotel Foxtrot alcanzó el puesto número 13 de la lista Billboard 200, la posición más alta conseguida por la banda hasta la fecha. Yankee Hotel Foxtrot vendió más de 590 000 copias. Yankee Hotel Foxtrot recibió reseñas muy positivas: llegó al puesto más alto del ranking Pazz & Jop de 2002 y fue considerado uno de los 100 mejores álbumes de la historia según la revista Q.

### Down with Wilco,A Ghost Is Born, yKicking Television: Live in Chicago
Mientras esperaban el lanzamiento comercial de Yankee Hotel Foxtrot, Wilco se mostró de acuerdo en apoyar al colaborador de R.E.M. Scott McCaughey en un álbum de The Minus 5. Programaron una sesión de grabación para el 11 de septiembre de 2001, pero los ataques terroristas llevados a cabo aquel día los perturbaron sobremanera. Más tarde ese mismo día, Wilco y McCaughey acordaron «crear algo bueno para el mundo ahora mismo» y grabar parte de su material. Con influencias del álbum de Bill Fay Time of the Last Persecution, el disco de The Minus 5 Down with Wilco se lanzó en 2003. El teclista Mikael Jorgensen, quien fue el ingeniero de este último álbum, se unió a Wilco en 2002 durante la gira promocional para Yankee Hotel Foxtrot.
En noviembre de 2003, Wilco viajó a la ciudad de Nueva York para grabar su quinto álbum. El disco fue producido por Jim O'Rourke, quien había mezclado Foxtrot  y era miembro del proyecto secundario del grupo Loose Fur. A diferencia de Summerteeth y Yankee Hotel Foxtrot, A Ghost Is Born contiene canciones que se crearon con Pro Tools antes de tocarlas nunca en directo. El álbum presenta la canción «Less Than You Think», que incluye un interludio de quince minutos de sonidos electrónicos y sintetizadores, que Tweedy llamó «la pista que todos odiarán». El artista justificó la inclusión explicando:

«Sé que al noventa por ciento de nuestros fans no les gustará la canción, dirán que es una indulgencia ridícula. Incluso yo no la quiero escuchar cada vez que reproduzco el álbum. Pero las veces que me calmo y le presto atención, pienso que es valiosa, emocionante y catártica. No la hubiese incluido en el disco si no hubiera pensado que era genial. [...] Quería hacer un álbum sobre la identidad y entre eso está la idea de un poder superior, la idea del azar y que todo puede suceder y no lo podemos controlar».

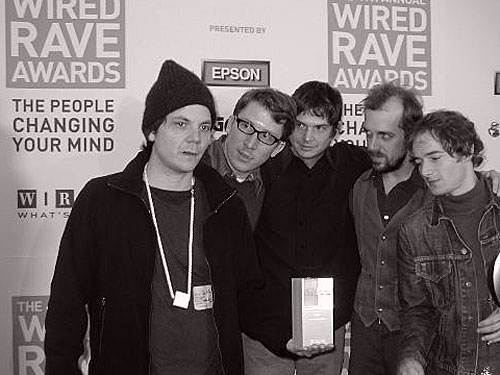
Wilco en la entrega de los premios Wire Rave en 2003.

Leroy Bach abandonó el grupo inmediatamente después de que se terminara el disco para unirse a una compañía musical en Chicago. Como sucedió con Yankee Hotel Foxtrot, Wilco subió a Internet un streaming antes de su lanzamiento comercial. En vez de utilizar su sitio oficial, la banda lo subió en formato MPEG-4 en el sitio de Apple. El grupo buscó cambiar sustancialmente su formación tras la partida de Bach y añadió a Mikael Jorgensen, el ingeniero de sonido de Down with Wilco, a Pat Sansone de The Autumn Defense y al guitarrista de avant garde Nels Cline a la banda. Poco antes de que la banda saliese de gira para promocionar el álbum, Tweedy se registró en una clínica de rehabilitación de Chicago por su adicción a los calmantes. Como resultado, se canceló la gira por Europa y la fecha de lanzamiento del álbum se retrasó varias semanas. A Ghost Is Born salió a la venta el 22 de junio de 2004 y se convirtió en el primer disco del grupo en ingresar en el Top 10 de Estados Unidos. El álbum hizo que Wilco ganase un premio Grammy en 2005 en las categorías de mejor álbum de música alternativa y mejor paquete de grabación. Se posicionó en el decimotercer lugar en la encuesta de críticos Pazz & Jop de 2004.
En 2004, la banda lanzó The Wilco Book, un libro de imágenes que detalla el proceso de creación de A Ghost Is Born. Además, contiene escritos y dibujos de sus integrantes, como así un CD con demos de las sesiones de grabación del álbum. El mismo año, el crítico del Chicago Tribune Greg Kot lanzó una biografía del grupo titulada Wilco: Learning How to Die. La nueva formación de seis integrantes de Wilco debutó en Kicking Television: Live in Chicago, un álbum doble en directo grabado en el Vic Theater en Chicago, que se lanzó el 15 de noviembre de 2005 y recibió grandes elogios de Spin, Billboard y Entertainment Weekly, entre otros. Hacia 2007, había vendido más de 114 000 copias.

### Sky Blue Sky
Wilco regresó a su loft de Chicago para grabar un sexto álbum de estudio en 2006. Con influencias de The Byrds y Fairport Convention, la banda consideró a Sky Blue Sky menos experimental que sus anteriores trabajos. Además, a diferencia de los otros álbumes, en este las canciones se crearon en forma colaborativa.
Wilco subió un streaming del álbum en Internet el 3 de marzo de 2007 y ofreció la canción «What Light» como descarga gratuita en MP3. Para dar mayor publicidad al álbum, Wilco dio licencia para que varias canciones de Sky Blue Sky se usasen en una campaña publicitaria de Volkswagen. Esto fue mal visto por críticos y fanes; el grupo contestó haciendo ver que anteriormente habían hecho campañas publicitarias con Apple y Movistar. El álbum se lanzó el 15 de mayo de 2007 y fue un éxito comercial: vendió cerca de 87 000 copias en su primera semana e ingresó al Top 5 de la lista estadounidense de álbumes. Además fue un éxito que llegó al Top 40 en otros siete países.

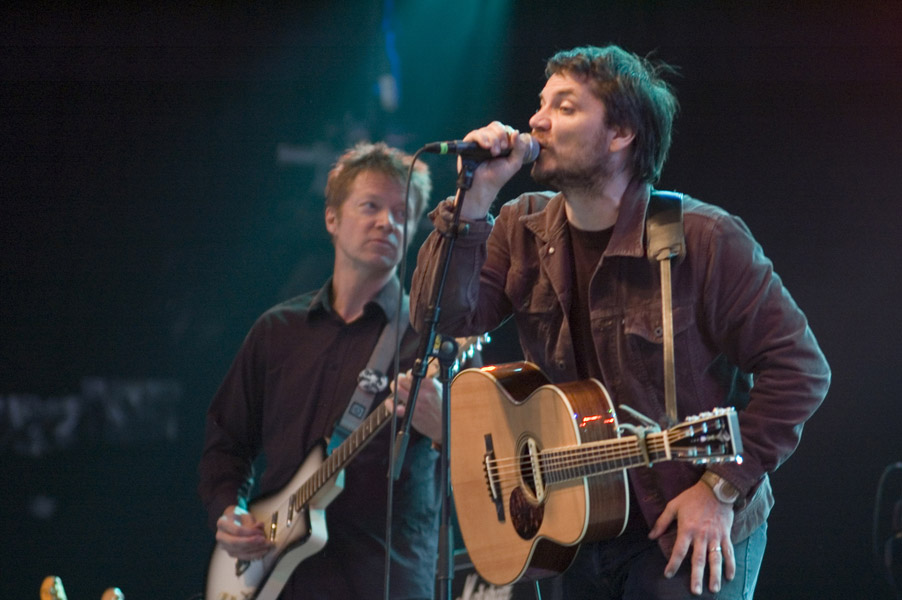
Wilco tocando en el Roskilde Festival de 2007.

El crítico James Brubaker afirmó que Wilco «brilla en un puñado de canciones» de Sky Blue Sky, sobre todo en los temas «ligeros y directos». Aunque lo llamó «un genial álbum tradicional de rock y folk, a veces», comentó que «una vez que se pasa el puñado de interpretaciones maestras y adorables [...] el resto del trabajo parece a veces aburrido y forzado». La reseña de allaboutjazz también presentó comentarios polarizados. Mientras que alabó el álbum como «engañosamente insinuante, casi embriagador para escucharse» y destacó su «impecable calidad de sonido», el crítico sostuvo que «Sky Blue Sky es el primer álbum de Wilco que suena demasiado cuidadoso por su propio bien».
Pabs Hernández, crítico de Lost at Sea, alabó la «atmósfera despreocupada y pacífica» del álbum y destacó que no puede «juzgarse fácilmente la primera vez que se escucha». Finalmente, Hernández afirmó que «quizá no sea una obra maestra, pero en el peor de los casos es más que un digno ingreso en el loable catálogo de Wilco». El crítico Greg Locke consideró el disco «uno de los mejores álbumes del año» y lo llamó «un trabajo sin época, lleno de dulzura, esperanza, sofisticación y clase» y «un álbum magro, excelente y sentimental». Al igual que hiciese Hernández, Locke comentó que no se puede juzgar en la primera escucha.
La reseña de NPR también vio positivamente al álbum. Mientras que el crítico afirmó que el trabajo «no es innovador», alabó su «expresión musical coherente» e hizo énfasis en sus «canciones sólidas [y] sin pretenciones», que crea «un álbum satisfactorio y de sonido melódico».
En anticipación a las elecciones presidenciales de Estados Unidos de 2008 Wilco lanzó una versión para su descarga digital del tema de Bob Dylan «I Shall Be Released», que interpretaron junto a Fleet Foxes. El MP3 estaba disponible como descarga gratuita desde el sitio oficial del grupo a cambio de una promesa de votar en las elecciones. La banda también realizó una presentación en The Colbert Report para apoyar al candidato presidencial Barack Obama. Wilco lanzó un DVD de una presentación en directo llamado Ashes of American Flags el 18 de abril de 2009 para celebrar el Record Store Day.
En diciembre de 2008, Jeff Tweedy, Pat Sansone, Glenn Kotche y John Stirrat viajaron a Auckland, Nueva Zelanda para participar en la secuela del proyecto de Neil Finn 7 Worlds Collide, The Sun Came Out, junto con Ed O'Brien, Phil Selway, Johnny Marr, KT Tunstall, Liam Finn y Lisa Germano. Compusieron y grabaron muchas nuevas canciones para un álbum de beneficencia de Oxfam, entre las que se cuentan «You Never Know», «What Could Have Been», «Over and Done» y «Don't Forget Me». Tweedy coescribió «Too Blue» con Johnny Marr y Kotche, Stirrat y Sansone tocaron en la mayoría de las pistas del disco.

### Wilco (The Album)
Wilco lanzó su séptimo álbum, Wilco (The Album), el 30 de junio de 2009. En marzo de 2009, se anunció que la cantautora Feist realizaría una colaboración como artista invitado en el nuevo álbum, en el tema «You and I». Como en los tres casos anteriores, Wilco subió el streaming del disco a su sitio web antes de su lanzamiento. El álbum ingresó en el Billboard 200 en el cuarto puesto (su mejor posición hasta la fecha) y en el segundo de la lista Billboard Top Rock Albums y vendió 99 000 copias en Estados Unidos. Fue el tercer álbum de Wilco en ingresar al Top 10 en la lista estadounidense de pop. Su primer sencillo, «You Never Know», alcanzó el primer lugar en la lista Alternative Songs, el primer número 1 de Wilco en doce años.

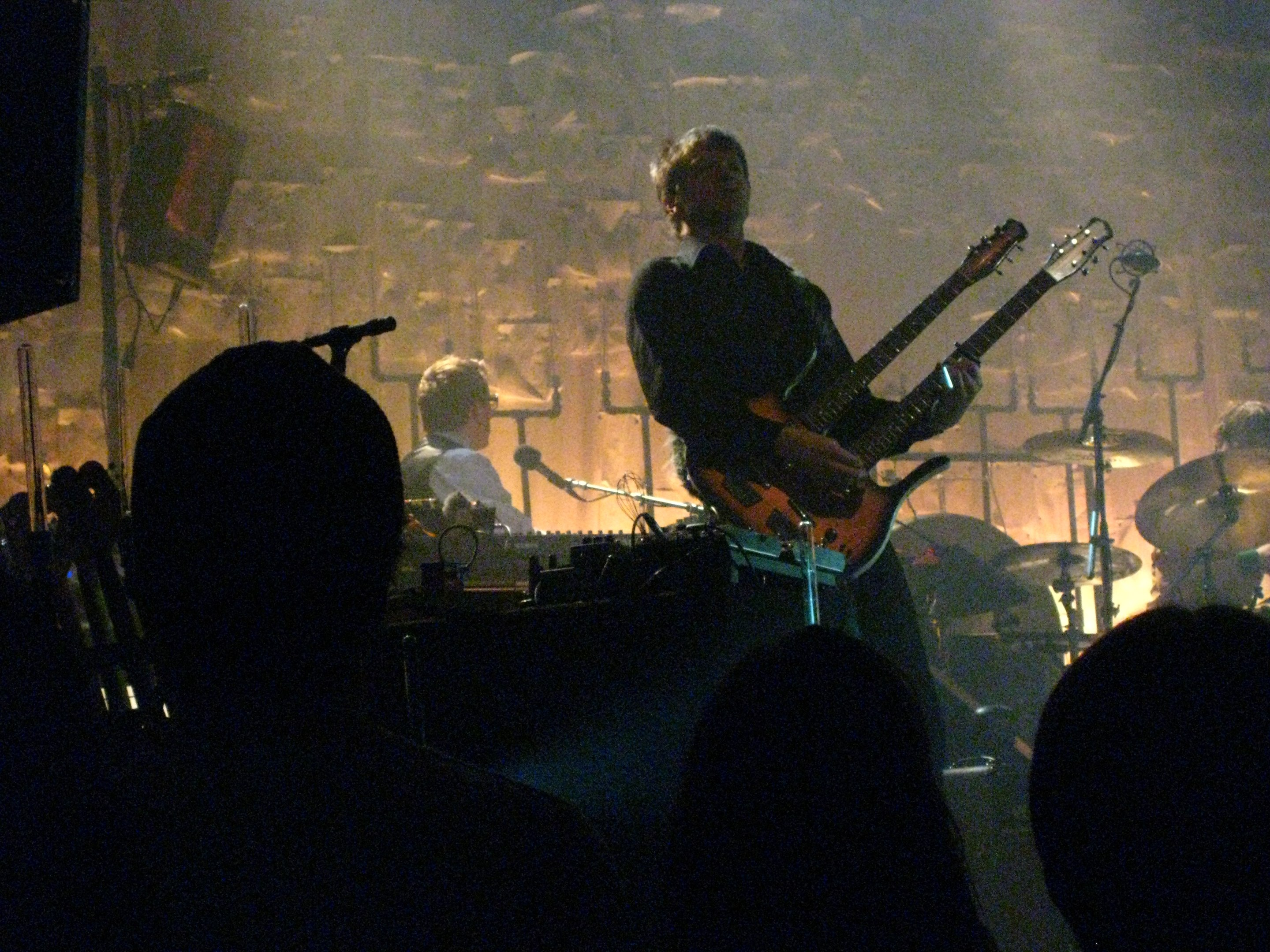
Wilco en una actuación en Londres en 2010.

El 30 de abril, Wilco distribuyó gratuitamente una versión de la canción de Woody Guthrie «The Jolly Banker», grabada en su loft en febrero de 2009 por sugerencia de Nora Guthrie. Se animó a quienes la descargaron que hiciesen donaciones a la Woody Guthrie Foundation. Fesit aparece como artista invitado en el tema usando un rastrillo como percusión. El 25 de mayo de 2009, el exmiembro de la banda Jay Bennett murió en su casa de Urbana, Illinois, por una sobredosis accidental de analgésicos. En un discurso preparado, Jeff Tweedy destacó que estaba «profundamente entristecido» por la muerte de Bennett. Fesit y Wilco interpretaron «You and I» en el programa televisivo Late Show with David Letterman el 14 de julio de 2009. En junio, durante su gira por la costa oeste, Wilco, junto a Beck, Feist, Jamie Lidell y James Godson tomaron parte en el proyecto de Beck Record Club, donde hicieron una versión del álbum de Skip Spence Oar. La primera canción, «Little Hands» se subió al sitio de Beck el 12 de noviembre de 2009. Wilco también interpretó la canción temática de la serie infantil Adventure Time with Finn & Jake.
El 6 de abril de 2010, Wilco anunció durante un concierto en Boston que liderarían y dirigirían un festival en North Adams, Massachusetts, llamado Solid Sound Festival. El evento tuvo lugar en el Massachusetts Museum of Contemporary Art desde el 13 al 15 de agosto de ese año y en él tocaron varios proyectos secundarios del grupo, como The Autumn Defense, Pronto, The Nels Cline Singers y Jeff Tweedy como solista. Otras bandas que se presentaron incluyen Mavis Staples, Avi Buffalo, Outrageous Cherry, Richard Bishop, The Books y Vetiver. Además, hubo espectáculos no musicales, como Bread and Puppet Theater y los comediantes Todd Barry, Kristen Schaal, John Mulaney y Hannibal Buress como así también presentaciones interactivas de Cline y Kotche. Se estima que tuvo un público de cinco mil personas y Tweedy comentó sobre su decisión de hacer el recital en un museo: «Pensamos en Wilco como un colectivo».
El contrato de Wilco con Nonesuch Records acabó en 2010 y decidieron formar su propia discográfica. Wilco anunció a través de su sitio web y su página de Twitter el 26 de enero de 2011 que el nuevo sello se llamaría dBpm Records y que la dirigiría su mánager, Tony Margherita.

### The Whole Love
El octavo álbum de estudio de Wilco, The Whole Love, se lanzó el 27 de septiembre de 2011. El primer sencillo extraído del álbum fue «I Might». La cara B de «I Might» era una versión de la canción de Nick Lowe de 1977 «I Love My Label». La banda tocó el sencillo en el Solid Sound Festival en MassMoca y fue recibido postivamente. El álbum completo estuvo disponible para su reproducción en la página web oficial del grupo durante veinticuatro horas, entre el 3 y el 4 de septiembre de 2011. La crítica de Rolling Stone en su versión española comentó que en el disco «las baladas folk son tan bonitas como entretenidas» y que si bien «no hay ningún tema memorable pero sí una musicalidad detallista», «Wilco muestran su falta de prejuicios a la hora de parecer músicos maduros, condescendientes». La revista le dio una calificación de tres estrellas y media y concluyó que «son Wilco, que hagan lo que les apetezca, ¿no?». Según una reseña de Pitchfork Media, Tweedy comentó que gran parte de las letras del álbum fueron compuestas a partir de «sinsentidos fonéticos transformados en estrofas»; el crítico Paul Thompson enfatizó que se combina en el álbum lo que carece de sentido y «los sentimientos auténticos». Si bien elogió en general la dirección que el grupo tomó con el álbum, lo calificó con un puntaje de 6,9. Por su parte, varias reseñas, como la de Binaural, resaltaron el hecho de que los integrantes del grupo «no habían vuelto a superarse» y que «no hay, en todo el álbum, ningún tema tan directo y memorable como en su día lo fueron "Jesus Etc.", "Via Chicago" o "Impossible Germany"”. Tampoco encontramos piezas rompedoras y sorprendentes como "I’ll Fight" o “"Ashes of American Flags"». En líneas generales, recibió buena crítica y su puntaje en Metacritic fue de ochenta y tres sobre cien. Para la canción «Dawned on Me», la banda grabó un video donde figuran también los personajes de la serie Popeye el marino y elaboró un sitio web especial para dicho suceso, llamado Wilcospinach.com. También filmaron un video con el hijo de quince años de Tweedy, Spencer, y el blogger de moda Tavi Gevinson. Según Billboard, la banda planea lanzar más discos con su sello dBpm Records y «parecen estar contentos» con aquello. Según Tweedy:

«Hasta ahora parece que las cosas han funcionado siempre, o al menos han estados funcionando desde hace cuatro o cinco años para nosotros, a excepción de que ahora hay menos burocracia y papeleo y más comunicación directa, lo que creo que es genial».

El 12 de enero de 2012 lanzaron un EP titulado Wilco: iTunes Session a través de la discográfica dBpm. El proyecto en sí consistió en ocho canciones que, según Consequence of Sound, tenían un sonido muy similar al de las versiones en el estudio. Dicho medio criticó duramente esto y resaltó sus diferencias con Kicking Television: Live in Chicago. Hizo hincapié en que «la selección de canciones no está mal [...] pero [parece que] carecen de vida» y comentó que existen mejores versiones de los temas en The Whole Love. Justin Gerber, además, mencionó que «Cruel to Be Kind» era «la canción esencial» del EP y lo calificó con dos estrellas de cinco. Pitchfork Media, por el contrario, destacó que en la elección de temas se ve un intento de regresar al pasado: «Hay, en otras palabras, una mirada retrospectiva en iTunes Session, el cual, en vez de contener las improvisaciones de krautrock de diez minutos [...] de sus días de principios de 2000, buscan el período orientado hacia las canciones, antes y después [de eso]». También se comentó que en el EP existe «encanto y dinamismo» y que contiene muchas favoritas del público. El crítico de dicho medio, Stephen M. Deusner, calificó al trabajo con un 6,7. La revista Rolling Stone tuvo un enfoque más positivo sobre el EP, aunque mencionó que los cambios con respecto a The Whole Love eran «sutiles [...] y a veces difíciles de detectar». La reseña concluyó con la frase: «No inventaron ruedas aquí, pero todas [las canciones] ruedan muy bien» y la calificación del trabajo fue de tres estrellas y media sobre cinco.

## Estilo musical e influencias

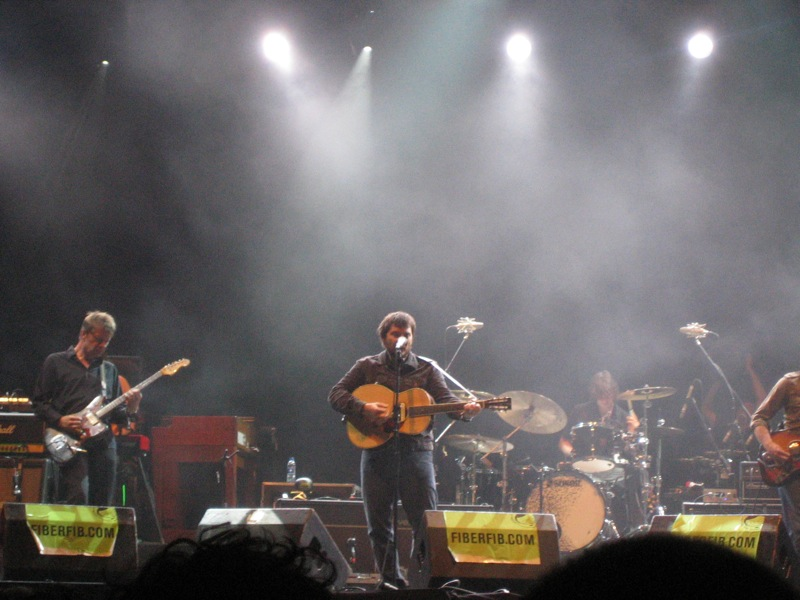
Wilco interpretando temas de Sky Blue Sky en el Festival Internacional de Benicàssim el 20 de julio de 2007.

La música de Wilco se suele categorizar como rock alternativo y country alternativo. Pese a la asociación a lo largo de su carrera con una discográfica multinacional, se los relaciona generalmente con el rock indie. Wilco tiene influencias de bandas de variados géneros musicales, pero principalmente de la música del período entre 1966 y 1974. La banda citó al álbum Paris 1919 de John Cale como un paralelismo musical. Según Tweedy: «Fue como abrir los ojos [y tomar conciencia de] que no era la única persona que sentía que esas palabras tienen mucho más en común de lo que se les acreditó; esa experimentación y teoría vanguardista no estaba opuesta directamente a la belleza, ¿sabes?».
Otros artistas de ese tiempo que la banda menciona incluyen a John Lennon, Neil Young y Brian Wilson. Para su trigésimo cuarto cumpleaños, Tweedy recibió una clase privada de guitarra de Richard Lloyd del grupo Television; Tweedy era un gran fan del grupo y apreciaba particularmente su trabajo con la guitarra, cosa que quiso incorporar a su música. Uncle Tupelo recibió inspiración de bandas como Jason & the Scorchers y The Minutemen, que también influyeron en la grabación del álbum de Wilco A.M.. Tweedy y O'Rourke escuchaban artistas de free jazz como Ornette Coleman, Albert Ayler y Derek Bailey, además, escuchaban a artistas del jazz mainstream tales como Miles Davis y John Coltrane. La estructura de las letras de las canciones de Wilco está inspirada en la literatura clásica y en el cadavre exquis —un ejercicio en el que los miembros de la banda escriben por turnos unas frases en una máquina de escribir, pero solo se les permite ver el verso escrito previamente. Entre los libros que la banda citó como influyentes en su estilo se cuentan In the Heart of the Heart of the Country de William H. Gass, Trópico de cáncer de Henry Miller y The Anxiety of Influence: A Theory of Poetry de Harold Bloom.
Algunos críticos han considerado a Wilco «el Radiohead estadounidense» debido a su catálogo tan diverso en estilos. Un crítico del New York Times sostiene que Wilco posee «un sonido de las raíces del rock que posee materiales seguros: el tañido del country, el resoplido estable del rock de la década de 1960, el ondulado brillo de The Beach Boys, los himnos de honky-tonk de The Band y las simetrías melódicas del pop».
La revista Rolling Stone describió a Wilco como «una de las bandas estadounidenses más consistentemente interesantes» y «los impresionistas principales del rock en Estados Unidos». Entre las bandas que Wilco ha influido se cuentan Derek Webb (de Caedmon's Call), The National, y Grace Potter and the Nocturnals. La banda inglesa de indie Cherry Ghost tomó su nombre de un verso de la canción del grupo «Theologians» (de A Ghost Is Born) y el cantante de la misma, Simon Aldred es un autoproclamado «enorme fan de Wilco». Otros artistas notables que realizaron versiones de temas de la banda en directo incluyen a Norah Jones, quien cantó «Jesus, Etc.» en el concierto de beneficencia Bridge School Benefit de 2008. La versión se lanzó luego como pista adicional en su álbum de 2009 The Fall.

## Discografía

### Álbumes
- A.M. (1995)
- Being There (1996)
- Summerteeth (1999)
- Yankee Hotel Foxtrot (2002)
- A Ghost Is Born (2004)
- Kicking Television: Live in Chicago (2005)
- Sky Blue Sky (2007)
- Wilco (The Album) (2009)
- The Whole Love (2011)[140][141]
- Star Wars (2015)
- Schmilco (2016)
- Ode to Joy (2019)
- Cruel Country (2022)
- Cousin (2023)

### EP
- Wilco: iTunes Session (2012)
- Hot Sun Cool Shroud EP (2024)

### Colaboraciones
- Mermaid Avenue, con Billy Bragg (1998)
- Mermaid Avenue Vol. II, con Billy Bragg (2000)
- Mermaid Avenue: The Complete Sessions, con Billy Bragg (2012)
- Mermaid Avenue: Juanan version's, con Manuel Andrés (2014)

### En directo
- Kicking Television: Live in Chicago (2005)

### Recopilatorios
- What's Your 20? Essential Tracks 1994 - 2014 (2014)
- Alpha Mike Foxtrot: Rare Tracks 1994 - 2014 (2014)

## Miembros
| - John Stirratt: bajo, guitarra, teclados, coros (1994-) - Jeff Tweedy: voz, guitarra, bajo, armónica (1994-) - Glenn Kotche: batería, percusión (2001-) - Mikael Jorgensen: samples y manipulación de sonido, teclados, sintetizadores, efectos, piano, órgano (2002-) - Nels Cline: guitarra, lap steel (2004-) - Pat Sansone: teclados, guitarra, coros, sintetizadores, maracas, pandereta (2004-) | - Ken Coomer: batería, percusión (1994-2001) - Brian Henneman: guitarra (1994-1995) - Max Johnston: dobro, violín tradicional, banjo, mandolina, coros (1994-1996) - Jay Bennett: teclados, guitarra, batería, percusión, bajo, armónica, lap steel, banjo, coros (1995-2002; fallecido en 2009) - Bob Egan: guitarra de acero con pedal, slide (1995-1998) - Leroy Bach: guitarra, teclados, coros (1998-2004) |

## Premios y nominaciones

### Premios Grammy
| Año  | Categoría                         | Trabajo/artista   | Resultado |
| ---- | --------------------------------- | ----------------- | --------- |
| 1999 | Mejor álbum de folk contemporáneo | Mermaid Avenue    | Nominado  |
| 2005 | Mejor álbum de música alternativa | A Ghost Is Born   | Ganador   |
| 2005 | Mejor paquete de grabación        | A Ghost Is Born   | Ganador   |
| 2008 | Mejor álbum de rock               | Sky Blue Sky      | Nominado  |
| 2009 | Mejor álbum de americana          | Wilco (The Album) | Nominado  |

### Premios de música Shortlist
| Año  | Premios                    | Trabajo/artista | Resultado |
| ---- | -------------------------- | --------------- | --------- |
| 2004 | Premio de música Shortlist | A Ghost Is Born | Nominado  |
| 2007 | Premio de música Shortlist | Sky Blue Sky    | Nominado  |

### Premios Wired Rave
| Año  | Premio            | Trabajo/artista      | Resultado |
| ---- | ----------------- | -------------------- | --------- |
| 2003 | Premio Wired Rave | Yankee Hotel Foxtrot | Ganador   |

## Libros y películas
- The Wilco Book por Wilco, et al (ISBN 0-9713670-3-5)
- Wilco:  Learning How To Die por Greg Kot (ISBN 0-7679-1558-5)
- Adult Head por Jeff Tweedy (ISBN 1-932023-16-X)
- I Am Trying to Break Your Heart, documental dirigido por Sam Jones
- Ashes of american flags, documental dirigido por Brendan Canty y Christoph Green[140]